# Lease-eilanden
De Lease-eilanden (uitgesproken als [léasé]) zijn een groep eilanden die tot de Molukken (provincie Molukken) behoren en in de Bandazee liggen, ten oosten van Ambon en ten zuiden van Ceram. De groep bestaat hoofdzakelijk uit de volgende drie eilanden:
| Naam eiland          | oppervlakte (km²) | hoogste punt (m) | kustlijn (km) | inwoners |
| Haruku               | 118,2             | 587              | 58,1          | 25.000   |
| Saparua              | 157,9             | 331              | 79,7          | 45.000   |
| Nusa Laut (Nusalaut) | 12                | 305              | 24            | 5322     |

Daarnaast is er nog het veel kleinere eiland Molana, waar slechts enkele families wonen.

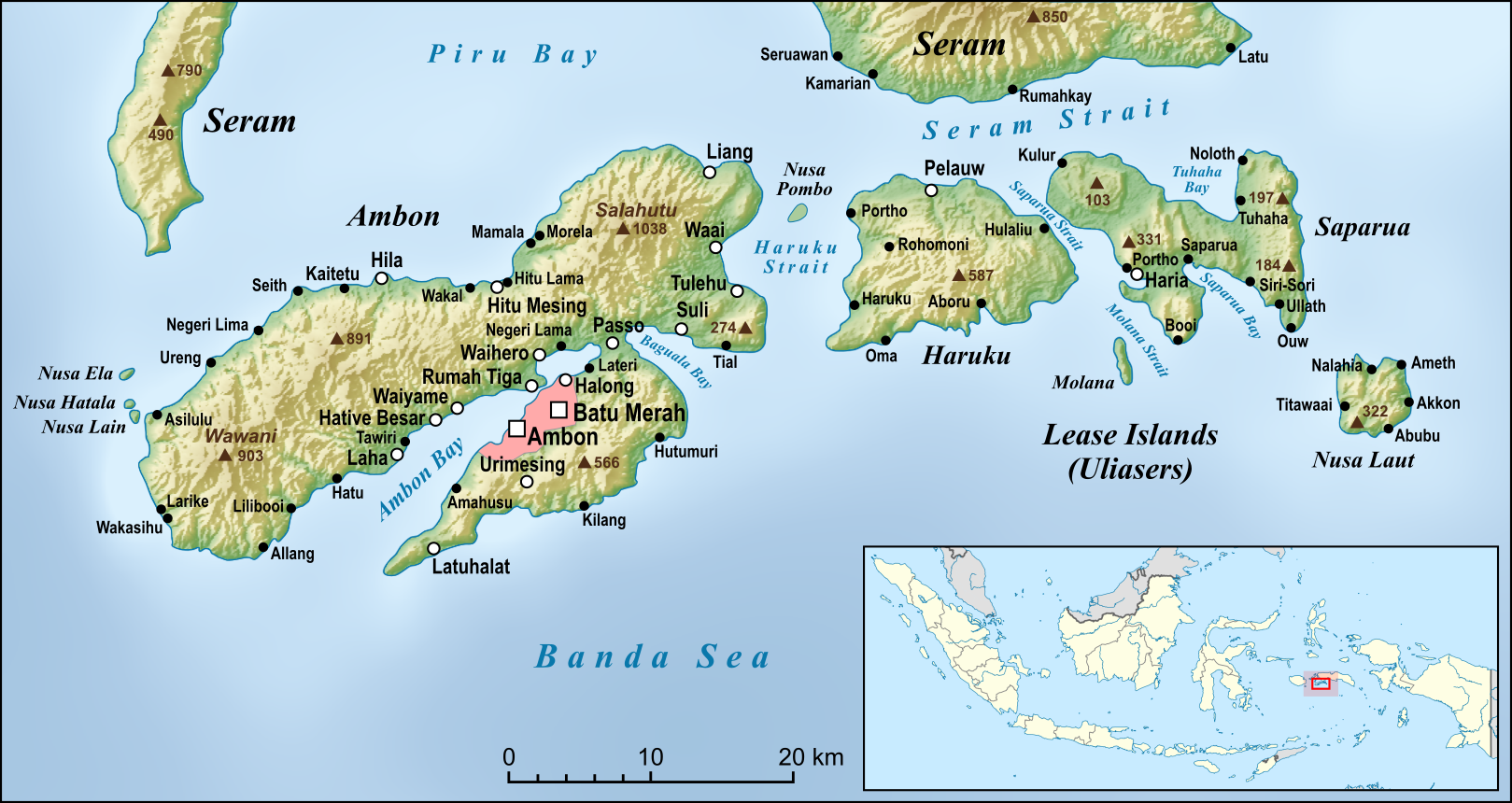
Ambon en de Lease-eilanden

Saparua is zowel in oppervlakte als in aantal inwoners het grootste van de vier. Toch is het veel kleiner dan de nabijgelegen eilanden Ambon (806 km², alleen in de hoofdstad al 290.000 inwoners) en Ceram (17.454 km²).